# Francesco Ferdinando Alfieri
Francesco Ferdinando Alfieri (Padova, XVII secolo – ...) è stato uno scrittore e maestro di scherma italiano.

## Biografia

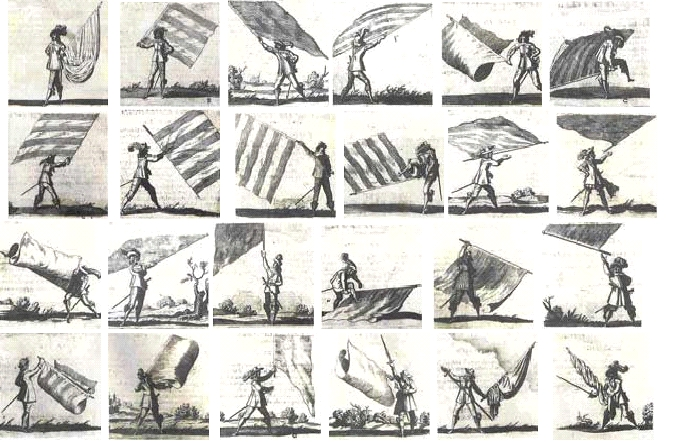
Illustrazioni dal trattato La bandiera dell'Alfieri

Pubblicò numerosi volumi importanti perpetuando la tradizione dei trattatisti a lui anteriori. È considerato esponente della Scuola italiana di scherma.
Cercò di rendere noto al pubblico l'uso dello spadone, abbandonato nel XVII secolo.

## Opere
- La Bandiera, 1628
- La scherma, 1640
- La Pica e la Bandiera, 1641
- Lo Spadone con l'arte di ben maneggiare la spada a due mani, 1653

## Omaggi
- La città di Lanciano lo ha voluto ricordare dedicandogli un piazzale parcheggio presso il centro storico, con interesse dell'Associazione culturale "Il Mastrogiurato".